# 塩江中継局
塩江中継局（しおのえちゅうけいきょく）は、香川県高松市塩江町の内場山にあるアナログテレビ放送の中継局である。正式名称は、高松塩江中継局（たかまつしおのえ）である。現在は廃局

## 放送区域
高松市の塩江地区に電波を発射していた。
ここに置局しているのは在高テレビ局であるNHK高松放送局、RNC西日本放送、KSB瀬戸内海放送のアナログテレビ放送のみで、その他のアナログ放送局、地上デジタル放送は前田山送信所を受信しなければならない。ただ、塩江地区は高松平野と隔された山間地域であり、アナログ放送はゴーストによる受信障害が顕著で、デジタル放送も前田山送信所の放送区域には入っていない。他にどの送信所の放送区域にも塩江地区は入っておらず、デジタル放送は高性能アンテナを使って前田山送信所を受信するか、ケーブルテレビ（塩江ケーブルネットワーク）や共同受信施設を経由しなければならない。

## 歴史
- 1968年（昭和43年）5月29日 - RNC西日本放送標準テレビ放送塩江中継局開局。
- 1980年（昭和55年）3月26日 - KSB瀬戸内海放送標準テレビ放送塩江中継局開局。
- 2011年（平成23年）7月24日 - 停波を以って全局廃局。

当時旧塩江町は高松市に面していたこともあり、この中継局にはどの局も放送局が放送を開始してから比較的早期に置局している。ただ、相互乗り入れ放送後も在岡テレビ局が置局しなかったため、この中継局だけでは全チャンネルが視聴できなくなった。そのため、それ以後テレビを視聴するには全チャンネルが置局している前田山送信所やその共聴を経由して視聴する世帯が多くなり、次第にこの中継局を受信する世帯は減少していった。そのため、塩江地区はアナログ放送時代からこの中継局があるにもかかわらず、全域がテレビの難視聴地域として問題視され、比較的早い時期に全域に町主体のケーブルテレビ網が構築されていた。これは町の高松市合併後も高松市塩江ケーブルネットワークとして引き継がれている。
そのためデジタル放送ではどの局も置局せず、アナログ放送終了と同時にこの中継局は廃止された。

## 施設
- 所在地
  - RNC：香川県高松市塩江町安原上東字除ケ2467番地1
  - NHK・KSB：香川県高松市塩江町安原上東字除ケ2466番地1

中継局は高松市南部、旧塩江町域中部にある内場山の東側の峰に位置する。内場山は標高405.3メートルで、西側の麓には内場ダム、北東側の麓には塩江温泉を中心とする集落がある。
北側にRNC、南側にNHK・KSB共用の送信施設が位置する。全社アンテナは単独で使用していて、いずれも垂直3素子八木アンテナ1段3方向で、NHK・KSBのアンテナ配置は上段がNHK教育、中段がNHK総合、下段がKSBの順である。

## 特質性
この中継局は高松市近郊の山間部に位置する典型的な小規模中継局であり、加えて全チャンネルが置局していないため放送区域内の世帯でもケーブルテレビなどに需要が移行し、アナログ放送終了時点ではその存在感も薄いものとなっている。
しかし、技術面では全国的にも非常に珍しい以下の特徴を全て持っている。

### 在高テレビ局が持つ唯一のVHFによる中継局
香川県と岡山県ではそれぞれの県に本社を置く民放テレビ局が相手の県に乗り入れることにより、民放5社体制での放送が実現している。
そのうち香川県高松市に本社を置くNHK高松放送局、RNC西日本放送、KSB瀬戸内海放送の在高3社は、VHF波を使った中継局がこの塩江中継局しか存在しない。
全国ではNHK伊万里大川中継局（佐賀県）などが中継局ベースで県内唯一のVHF局である。

### 香川県内唯一のVHFによるテレビ送信所
香川県内各地には高松市に本社を置く在高3社と、岡山市に本社を置く在岡3社（RSK山陽放送、OHK岡山放送、TSCテレビせとうち）の計6社がそれぞれ中継局（NHK高松は親局も）を置いているが、香川県内に位置する全ての中継局を含めたテレビ送信所の中で、VHF波を使って放送を行っているのはこの塩江中継局のみである。
以前はRNC西日本放送の親局（9ch）が五色台の青峰送信所にあったため、香川県内のVHFによるテレビ送信所は塩江中継局を含めて2ヶ所であったが、1986年（昭和61年）9月17日にRNCの親局が岡山県の金甲山送信所へ移転したため、それ以降は香川県内のVHFによる送信所は塩江中継局のみとなった。
このように県内に親局をVHFとする放送局が存在しながら、県内にはその送信所が存在しない現象は乗り入れ放送の産物であるが、乗り入れ放送が実現した地域は香川・岡山以外では鳥取・島根しか存在しないため、これは全国唯一の現象である。

### 親局がUHFのテレビ局が持つVHFによる中継局
ここに置局している在高3社のうちNHK高松放送局とKSB瀬戸内海放送は、アナログ放送で親局にUHF波を使用する放送局である。全国的にそういった放送局は比較的後期に設立された放送局であることが多く、従って中継局においても帯域に余裕の無いVHF波では無く、黎明期にあって帯域に余裕のあったUHF波を使って開局する場合が多かった。
その中にあって、この中継局のNHK高松とKSBは親局がUHFであってもVHFによって開局した稀有な例である。

### 全チャンネルがVHFの中継局
日本のアナログテレビ放送はVHF（1ch - 12ch）によって放送を行っているチャンネルとUHF（13ch - 62ch）によって放送を行っているチャンネルが存在する。元々テレビ放送の用途においてはVHF波しか使用されていなかったが、次第にVHFだけではチャンネルが不足するようになり、新たにUHFによるチャンネルが使用されるようになっていった。そして、全国的に多チャンネル化が進む過程でそれまでVHFによるチャンネルしか存在しなかった中継局にも、次々とUHFを使ったチャンネルが開局していった。その中でこの塩江中継局はUHFを使ったチャンネルが開局しなかった中継局である。
全国では山ノ内中継局（長野県）、むつみ中継局（山口県）、津久見南中継局（大分県）及び佐伯蒲江中継局（大分県）もすべてVHFによる中継局を設置している。なお山ノ内テレビ中継局以外は、塩江中継局と同様に一部放送局がアナログ中継局を設置していない。

## 地上アナログテレビジョン放送送信設備
| チャンネル | 放送局名          | 空中線電力        | ERP                | 放送対象地域   | 放送区域内世帯数 |
| --- | ----------------- | ----------------- | ------------------ | -------------- | ---------------- |
| 1- | NHK高松総合テレビ | 映像3W /音声750mW | 映像3.2W/音声800mW | 香川県         | 約1320世帯       |
| 4+ | KSB瀬戸内海放送   | 映像3W /音声750mW | 映像3W/音声760mW   | 岡山県・香川県 | 約1320世帯       |
| 7- | NHK高松教育テレビ | 映像3W /音声750mW | 映像2.9W/音声730mW | 全国放送       | 約1320世帯       |
| 12+ | RNC西日本放送     | 映像3W /音声750mW | 映像2.8W/音声700mW | 岡山県・香川県 | 約1320世帯       |
| ※全局局名は塩江局 ※全局に指向性あり ※1ch、7chはオフセット-10kHz局※4ch、12chはオフセット+10kHz局 ※RSK・OHK・TSCにはチャンネルが割り当てられていなかった。 |                   |                   |                    |                |                  |

4chはテレビ朝日系列フルネット局では当中継局と名古屋テレビ放送鳥羽中継局及び北海道テレビ放送の4局でしか使われていない。クロスネット局を含めても福井放送小浜中継局の計7局のみ。